# Kostel svatého Ducha (Žehra)
Kostel svatého Ducha je pozdně románská sakrální stavba z druhé poloviny 13. století nacházející se v obci Žehra v okrese Spišská Nová Ves v Košickém kraji.

## Historie vzniku
Stavba kostela, patřícího k typickým stavbám přechodného, pozdně románského období, probíhala v letech 1245–1275. Zpočátku měl rovné stropy. Presbytář dostal klenbu asi v polovině 14. století, loď asi v roce 1380, přičemž klenba se zachytila o střední sloup. Takto vznikl dvojlodní kostel. Věž má typická okénka přechodného slohu. Její charakteristickou cibulovitou dřevěnou kopuli dostavěli v roce 1769.

## Popis
Nejvzácnější památky v kostele představují nástěnné malby, tvořící ucelený ikonografický cyklus. Je jimi pokryt celý presbytář, vítězný oblouk i celá severní stěna. Nejstarší malby vznikly na konci 13. století, případně v 14. století. Umělecky nejhodnotnější je výmalba presbytáře. Jsou zde umístěny medailony s bustami proroků jako předchůdců křesťanství a uherských králů sv. Štěpána a Ladislava. Na klenbě jsou čtyři výjevy připomínající byzantské ikony: Trojice vyobrazena jako jeden člověk s třemi hlavami, Abrahamovo lůno, Kristus v Mandorle a Madona s dítětem. Střední, hlavní část stěn, obsahuje Pašijový cyklus šesti obrazů.
Malby mají vysokou uměleckou hodnotu a prozrazují mistra, který vycházel z italského malířství, ale znal i prvky byzantské. Cyklus začíná Poslední večeří, následuje Jidášův polibek jako symbol zrady, na zadní stěně Kristus před Pilátem a Bičování, na pravé stěně Ukřižování a Snímání z kříže. Uprostřed přední stěny je malý výjev Bolestný Kristus. Pozornost si zaslouží i malby Korunování Panny Marie, Zvěstování a protimorových světců Kosmy a Damiána.

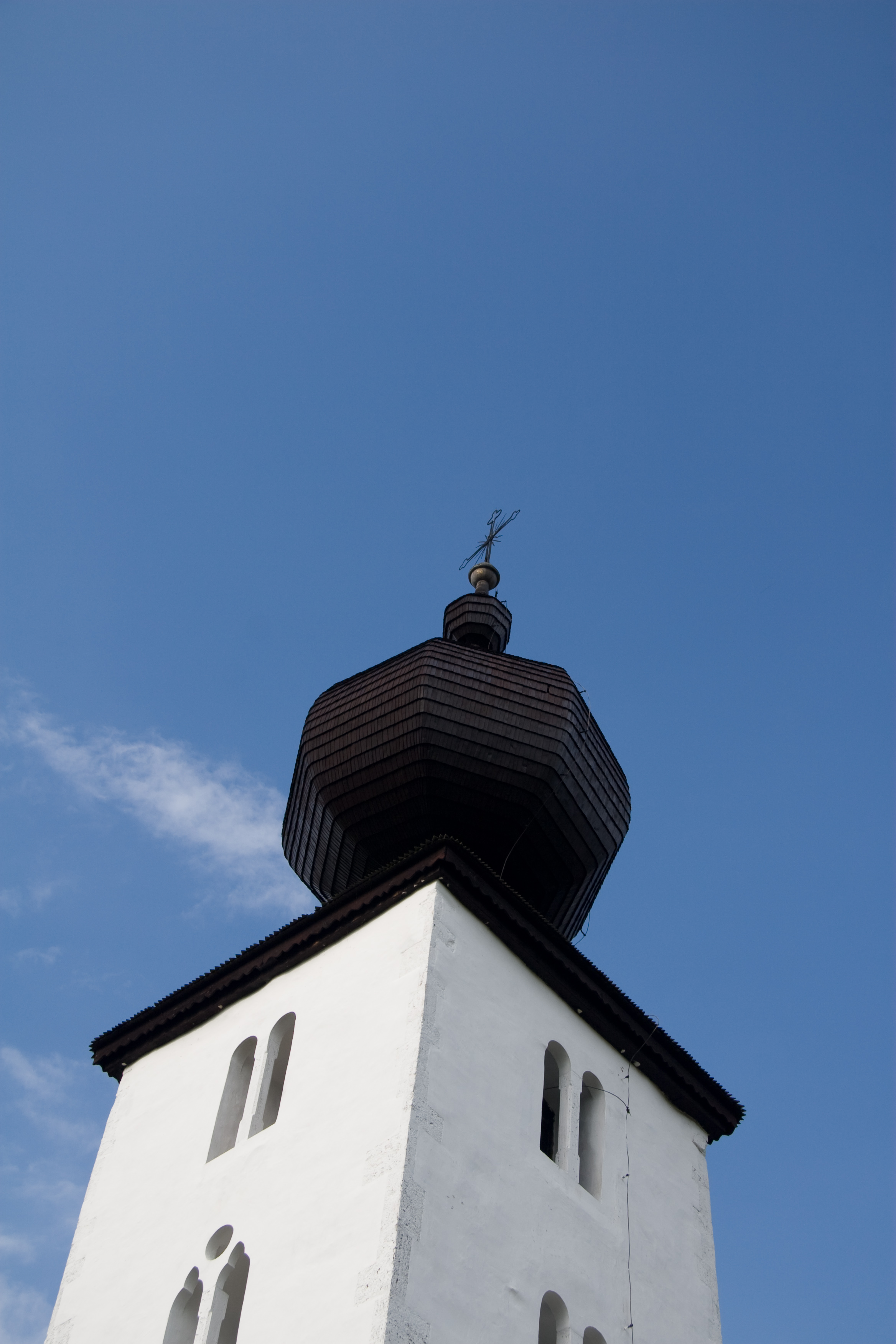
Pro kostel je typická dřevěná cibulovitá kupole

Výmalba severní stěny kostela vznikla v druhé polovině 15. století, podobně i Poslední soud ve vítězném oblouku. Na vrchu mezi klenbami jsou obrazy Smrt Panny Marie a Korunování Panny Marie. Střední část vyplňuje cyklus s ladislavovskou legendou. V roce 1954 se našly dvě starší malby vysoké umělecké a ikonografické hodnoty asi z roku 1420. Jsou to Pieta a Živý kříž. Bohatý na symboliku je Živý kříž sestávající ze dvou částí. První představuje Synagogu, tj. Starý zákon, druhá Ekléziu, tj. Nový zákon.
Vzácné je i zařízení kostela. Kamenná křtitelnice pochází z 13. století. Oltáře a kazatelna pocházejí z poloviny 17. století, ale jejich součástí jsou i části mnohem starší. Na bočním oltáři Panny Marie z roku 1663 je gotická oltářní skříň z roku 1510 se sochami ze začátku 15. století. Na oltáři sv. Mikuláše je skříň a socha z roku 1510.

## Součást kulturního dědictví
Kostel Sv. Ducha byl pro svůj historický a umělecký přínos zapsán v roce 1985 do seznamu národních kulturních památek. Jeho vklad do celosvětových kulturních dějin potvrdilo v roce 1993 i zapsání do Seznamu světového kulturního dědictví UNESCO jako součást souboru Levoča, Spišský hrad a památky okolí.